# A contrario
A contrario (ou a contrario sensu) é uma locução em língua latina que qualifica um processo de argumentação em que a forma é idêntica a outro processo de argumentação, mas em que a hipótese e, por consequência, a conclusão são as inversas deste último. Tal como na locução a pari, usava-se originalmente, em linguagem jurídica, para se referir a um argumento que, usado a respeito de uma dada espécie, poderia ser aplicado a outra espécie do mesmo género. Tornou-se posteriormente um tipo de raciocínio aplicável a outros campos do conhecimento em que a oposição existente numa hipótese se reencontra também como oposição nas consequências dessa hipótese.
Muito utilizado em Direito, o argumento a contrario tem de ser fundamentado nas leis lógicas de oposição por contrários, para que não se caia num argumento falacioso. Assim, se duas proposições contrárias não podem ser simultaneamente verdadeiras, podem ser simultaneamente falsas, já que podem admitir a particular intermédia. Por exemplo, à proposição verdadeira "todos os portugueses têm direito à segurança social" opõe-se a proposição falsa "nenhum português tem direito à segurança social"; contudo, o contrário da proposição falsa "todos os portugueses têm direito de voto" continua a ser falsa a proposição "nenhum português tem direito de voto", já que existe um meio termo verdadeiro: "alguns portugueses têm direito de voto". Da mesma forma, ao estar consignado na Constituição Portuguesa que "a lei estabelecerá garantias efectivas contra a obtenção e utilização abusivas, ou contrárias à dignidade humana, de informações relativas às pessoas e famílias", pode-se inferir que "A lei poderá não estabelecer garantias efectivas contra a obtenção e utilização abusivas, ou contrárias à dignidade humana, de informações relativas às pessoas e famílias".